# Aisén Etcheverry
Aisén Amelia Etcheverry Escudero (París, 24 de marzo de 1980) es una abogada y política chilena, militante del Frente Amplio. Bajo el gobierno del presidente Gabriel Boric fue ministra de ministra de Ciencia, Tecnología, Conocimiento e Innovación entre el 10 de marzo de 2023 y el 22 de julio de 2025.
Aunque sus labores originales se realizaban en el ministerio de Ciencia, entre diciembre de 2024 y julio de 2025 asumió la subrogancia del Ministerio Secretaría General de Gobierno, debido al pre y postnatal del embarazo de la ministra Camila Vallejo Dowling, lo que la convirtió en la primera biministra de Estado en el gobierno del presidente Gabriel Boric.
Etcheverry anteriormente se desempeñó como presidenta del Consejo Nacional de Ciencia, Tecnología y Conocimiento e Innovación.

## Biografía
Hija de Pedro Esteban Etcheverry Miranda y María Alejandra Escudero Justiniano. Estudio en el Colegio Alianza Francesa de Santiago. Se tituló de abogada en la Universidad de Chile. Posteriormente, realizó una maestría en Derecho en la Universidad de San Francisco (Estados Unidos).
Trabajó en empresas como Oracle Corporation y Amazon donde formuló e implementó proyectos de inversión, regulación sectorial, capital humano, e investigación y desarrollo.
Fue directora del comité Corfo de transformación digital. En 2019 asumió como directora de la Agencia Nacional de Investigación y Desarrollo. Fue nombrada jefa de división de Coordinación Interministerial del Ministerio Secretaria General de la Presidencia.
Desde el 10 de marzo de 2023 se desempeñó como ministra de Ciencia, Tecnología, Conocimiento e Innovación bajo el gobierno del presidente Gabriel Boric, cargo que dejó el 22 de julio de 2025, siendo reemplazada por Aldo Valle. El 23 de julio ingresó al gabinete presidencial como Jefa de Planificación Estratégica.